# توتوتلمیموس
توتوتلمیموس (نام علمی: Tototlmimus) نام یک سرده از تهی‌دم‌خزندگان است.